# 트리코르느
트리코르느(Tricorne) 또는 트라이콘(Tricorn)은 18세기에 유행했던 삼각모자로 1800년대 초반까지 유행했다. 18세기에는 이러한 스타일의 모자를 '콕트 햇'(cocked hat)이라고 불렀으며 19세기 중반부터 '트리코르느'라고 부르기 시작했다. 트리코르느는 당시 귀족뿐만 아니라 일반 민간복 또는 군과 해군 제복의 일부로도 사용되었을 정도로 인기가 상당히 많았으며 스타일과 크기도 매우 다양했다. 일반적으로 동물성 섬유로 만들어지며, 비버의 털로 만든 펠트가 더 비싸고 양모 펠트는 비교적 저렴했다. 모자의 가장 두드러진 특징은 챙의 세 면이 위로 올려져 있고(꼬여 있음) 핀으로 고정하거나 끈으로 묶거나 단추를 달아 모자의 관 주위에 삼각형을 형성했다는 것이다. 트리코르느는 크게 두 가지 목적을 위해 사용되었다. 첫째, 스타일리시한 신사들이 최신 유행의 가발과 사회적 지위를 과시할 수 있었다. 둘째, 당시 사회적 예의에 따라 실내에 들어서면 모자를 벗어야 했기 때문에 다른 모자보다 훨씬 작았던 챙이 접힌 콕트 햇은 모자를 벗어도 팔 밑에 쉽게 끼울 수 있어 휴대하기 용이했다. 측면에 끈이 달린 트리코르느는 끈을 느슨하게 풀고 모자의 측면을 낮춰 날씨, 햇빛, 비로부터 보호 할 수 있었다.
트리코르느는 머리 양쪽과 뒤쪽에 고정하여 삼각형 모양을 이루는 꽤 넓은 챙이 있었다. 모자는 대개 앞을 향하게 쓰고 착용했지만, 길이가 긴 소총이나 머스킷총을 오른쪽 어깨에 메고 다니는 군인들은 활동성을 높이기 위해 삼각모자를 왼쪽으로 향하게 쓰고 착용하기도 했다. 트리코르느의 관은 청교도 들이 쓰던 카포틴 모자나 19세기의 실크해트와 달리 낮다.
트리코르느는 매우 단순하고 저렴한 것부터 사치스러운 것까지 다양했으며, 금색이나 은색 레이스 또는 깃털로 장식하기도 했다. 또한 군사 및 해군용 트리코르느는 대개 앞면에 모표나 기타 국가 상징을 부착했다. 이런 스타일의 모자는 오늘날까지도 여러 나라에서 행사용 예복으로 사용되고 있다.

## 갤러리

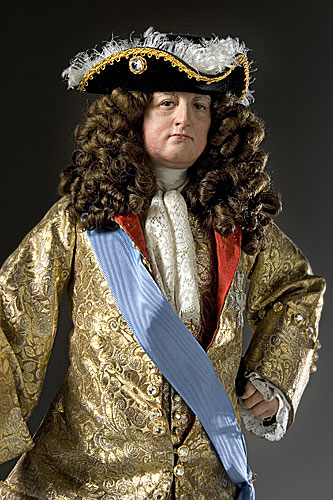
조지 S. 스튜어트가 제작한 트리코르느를 쓴 루이 14세 피규어, 1685년경
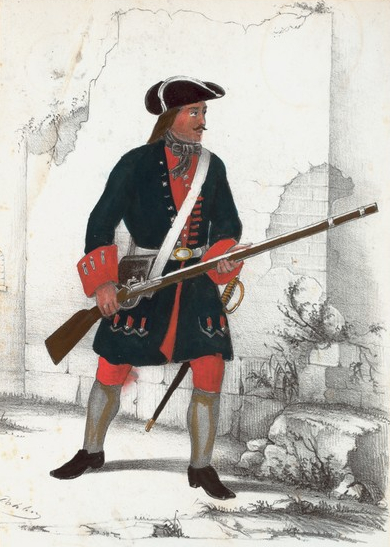
러시아 군인, 1700년경
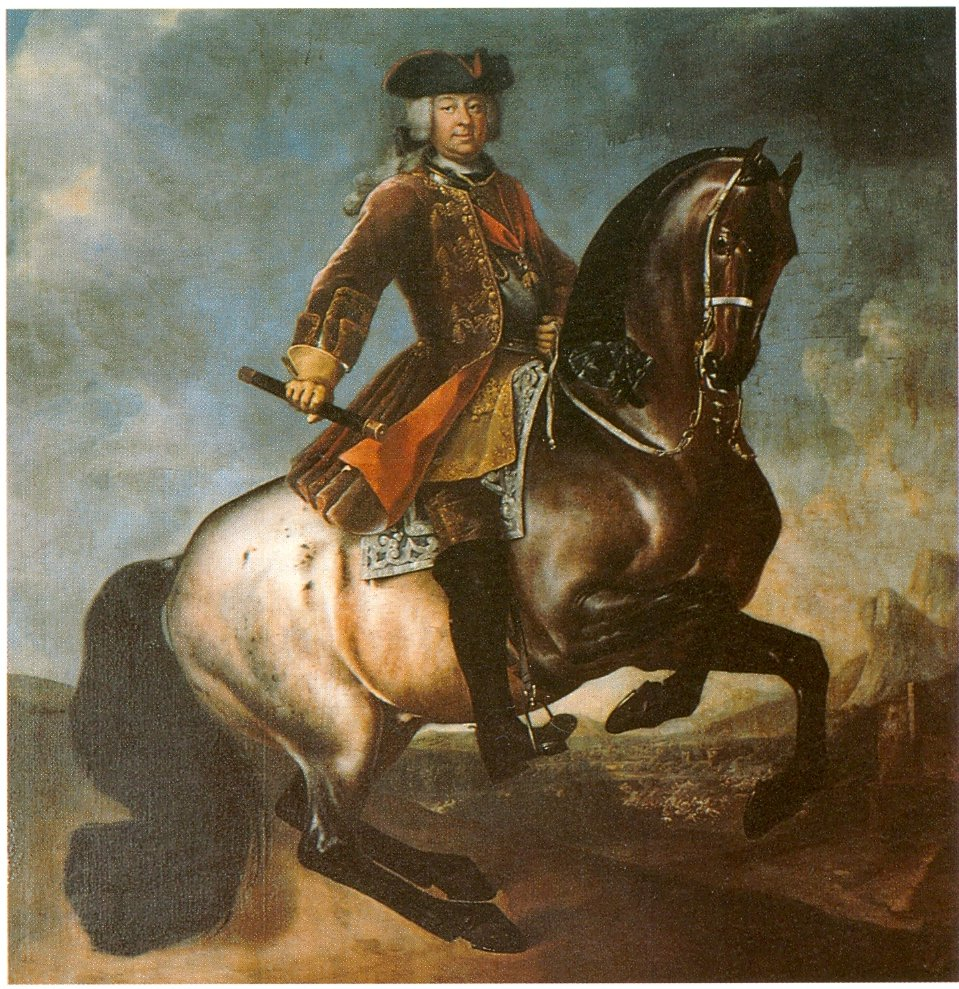
찰스 알렉산더 뷔르템베르크 공작, 1733년~1737년경
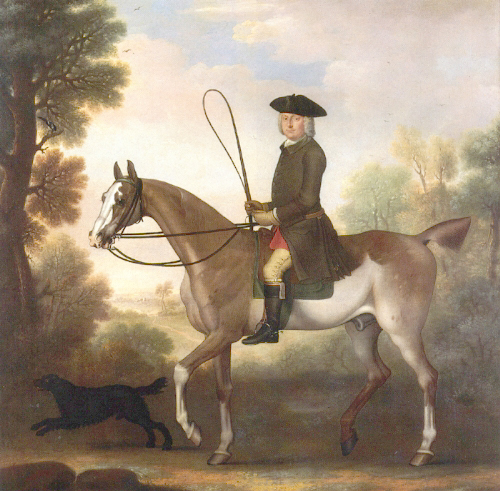
토머스 게이지,1743년
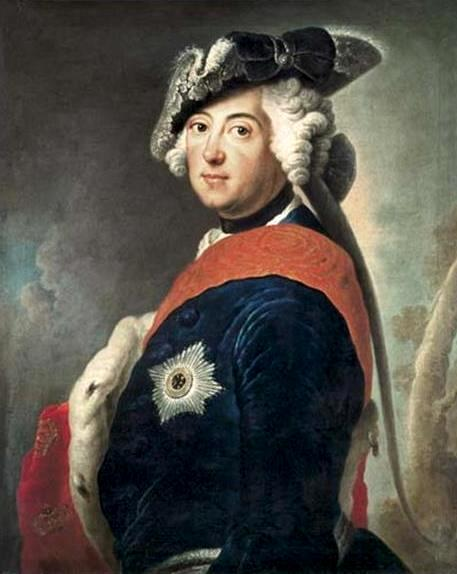
트리코르느를 쓴 프리드리히 2세, 1750년경
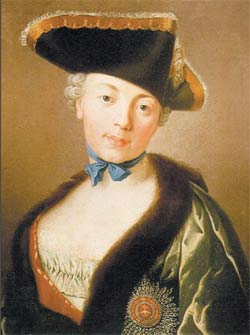
캐서린 대제, 1760년경
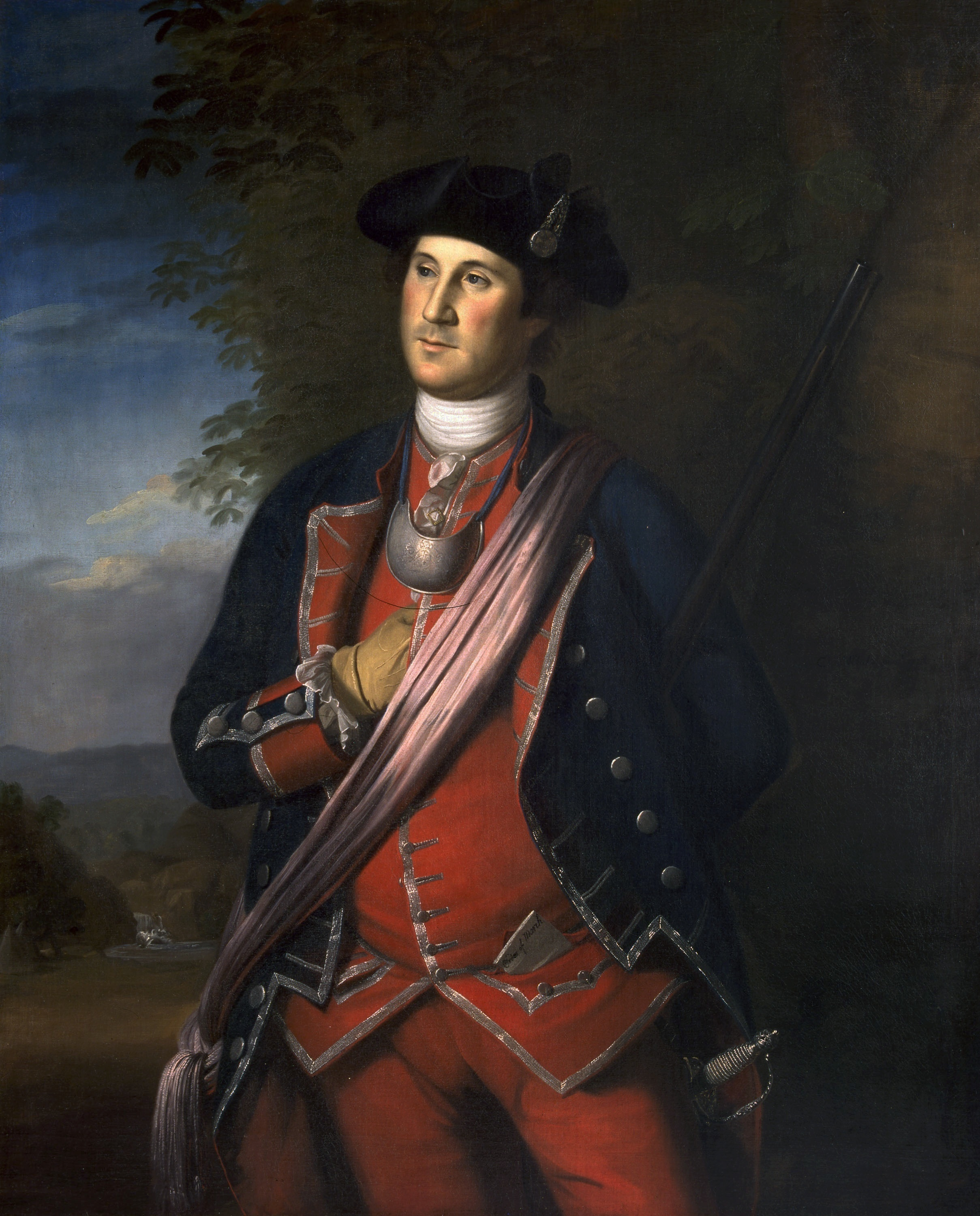
조지 워싱턴 대령, 1772년
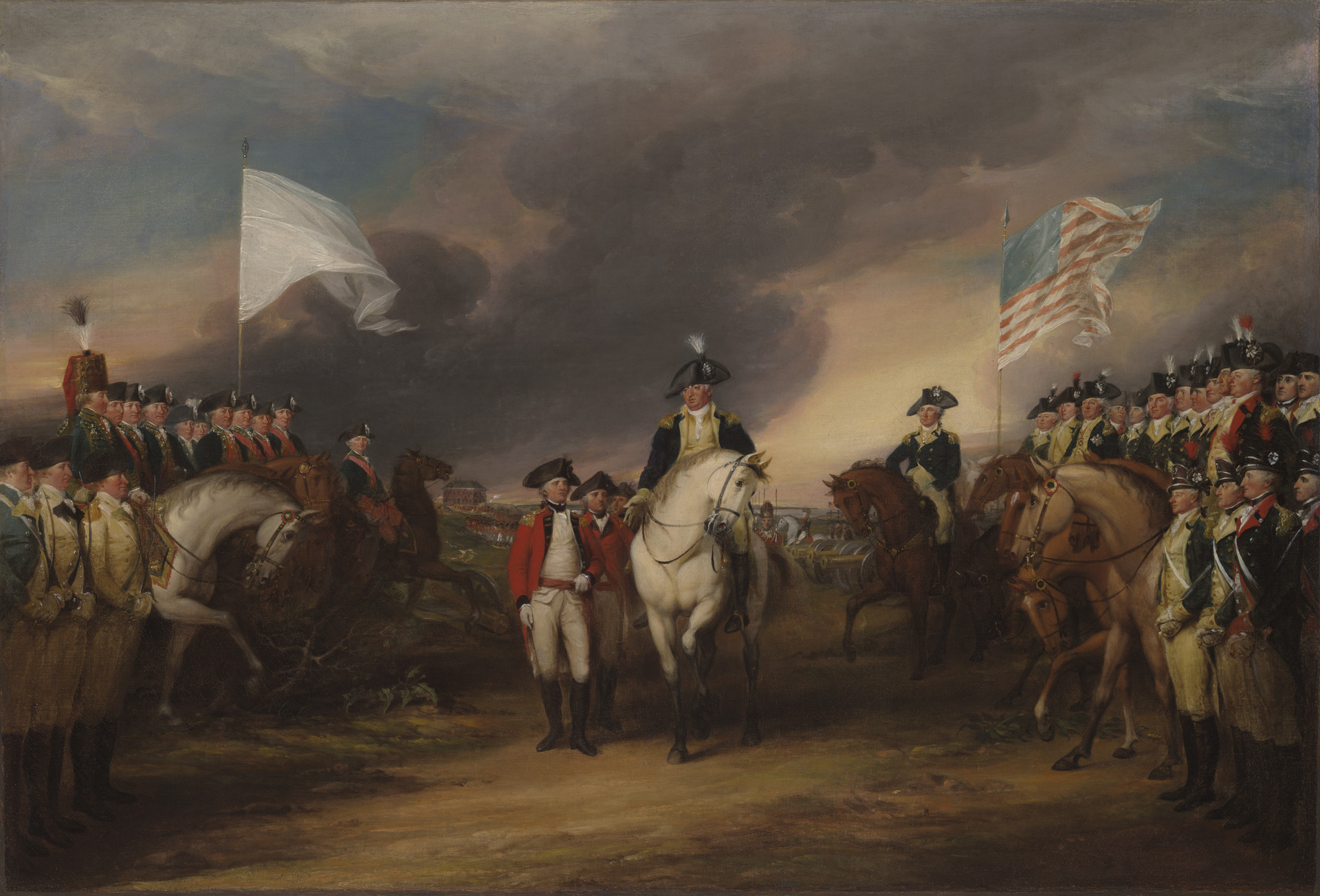
존 트럼불이 그린 1781년 요크타운 전투에서 항복하는 콘월리스 경
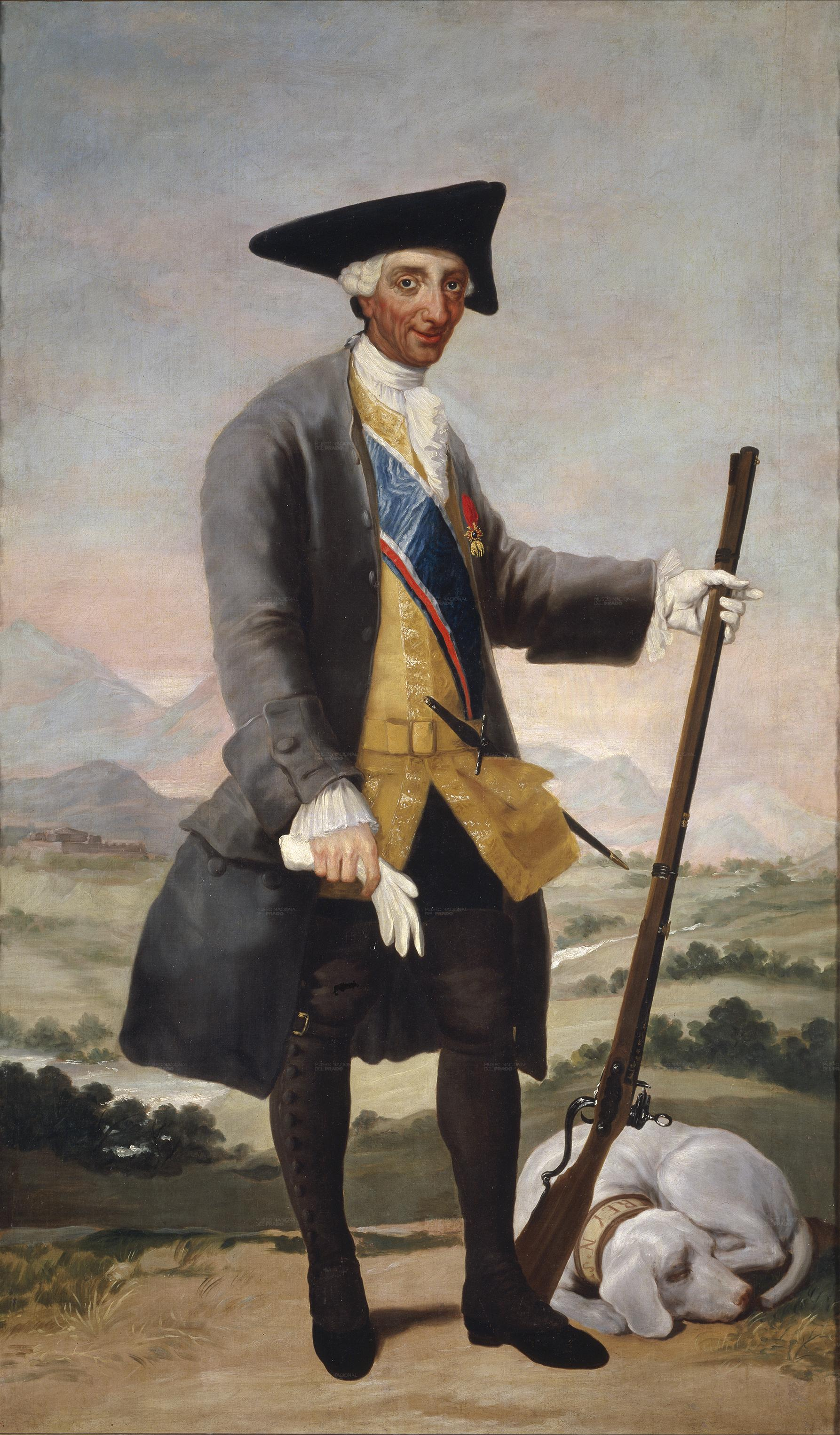
스페인의 카를로스 3세, 1786년~1788년경
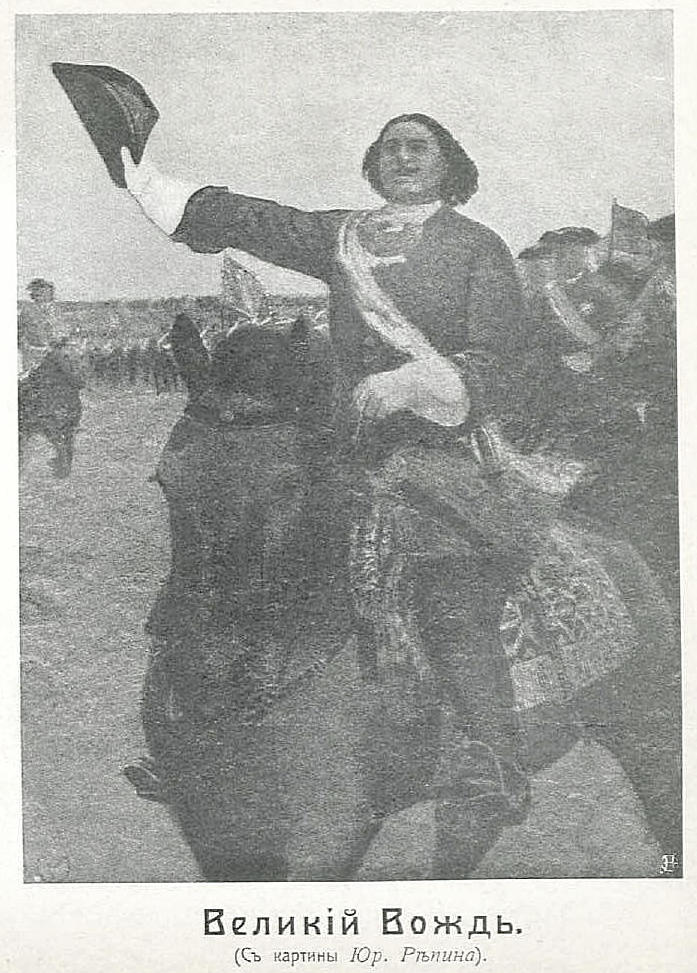
트리코르느를 벗어 보이는 표트르 대제
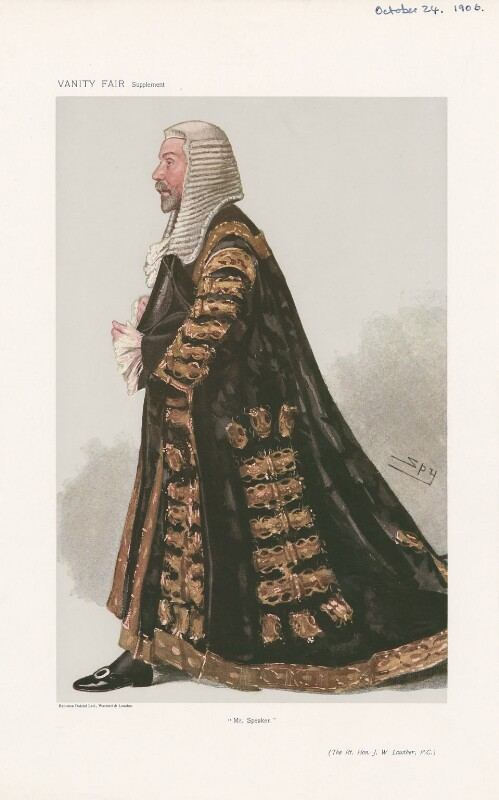
1906년, 영국 하원 의장이 트리코르느를 쓰고 있는 모습.
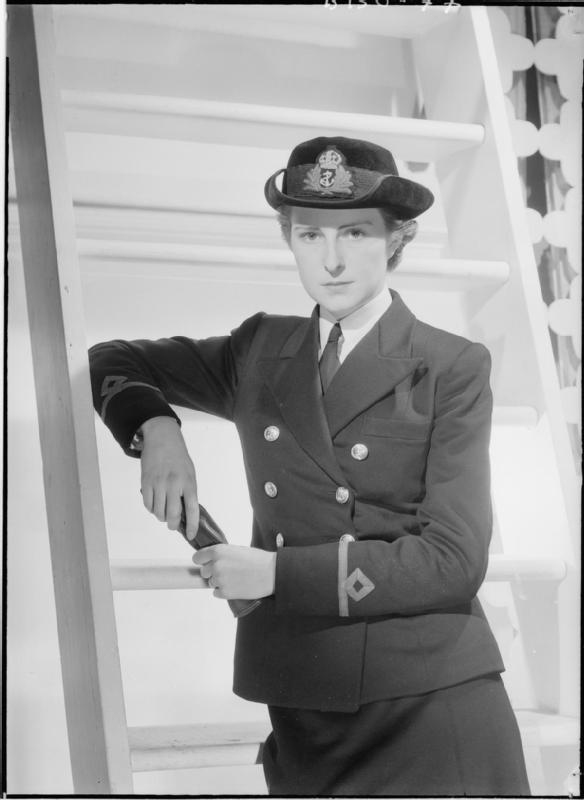
영국 왕립 여성 해군(Women's Royal Naval Service)은 1942년에 트리코르느를 현대화했다.